# Angelo De Donatis
Angelo De Donatis (Casarano, 4 de janeiro de 1954) é um cardeal da Igreja Católica italiano, atual Penitenciário-Mor do Supremo Tribunal da Penitenciária Apostólica, administrador apostólico de Óstia e Grão-chanceler da Pontifícia Universidade Lateranense.

## Biografia e ministério sacerdotal
Nascido em 4 de janeiro de 1954 em Casarano, na província de Lecce, recebeu formação espiritual no seminário de Taranto e no Pontifício Seminário Maior Romano. Também em Roma terminou seus estudos filosóficos na Pontifícia Universidade Lateranense e teologia na Pontifícia Universidade Gregoriana, onde obteve licenciatura em teologia moral.
Foi ordenado sacerdote em 12 de abril de 1980 na paróquia de San Domenico Casarano (Diocese de Nardo-Gallipoli). Ele torna-se um professor de religião e colaborador na freguesia de São Saturnino, em Roma, onde mais tarde tornou-se vigário.
Em 28 de novembro de 1983 é incardinado na diocese de Roma. De 1989 a 1991, foi arquivista do Secretariado do Colégio dos Cardeais. Em 1990, foi nomeado Diretor do Clero do Vicariato de Roma até 1996. Também em 1990 ele se tornou o diretor espiritual do Pontifício Seminário Maior Romano até 2003, quando foi nomeado pároco da Basílica de San Marco Evangelista al Campidoglio e assistente para a diocese de Roma da Associação Nacional da Família para o Clero.
É membro do Conselho diocesano de sacerdotes e colégio dos consultores. Em 1989, foi nomeado Cavaleiro do Santo Sepulcro de Jerusalém.
Em 10 de abril de 1990, foi nomeado Capelão de Sua Santidade. Em 2007 foi nomeado assistente da associação espiritual Don Andrea Santoro, de que todos os anos se recorda de sua memória, no dia do seu assassinato, com as celebrações dedicadas a ele.
Sempre mantém viva a relação com a comunidade de origem, Casarano, realizando anualmente durante o período de verão dos exercícios espirituais na Cripta do Crucifixo.

## Episcopado
Em 14 de setembro de 2015, na Festa da Exaltação da Santa Cruz, o Papa Francisco nomeou-o bispo-auxiliar da Diocese de Roma, encarregado da formação do clero, sendo consagrado bispo-titular de Mottola em 9 de novembro, na Arquibasílica de São João de Latrão, na festa da dedicação da Basílica, pelo Papa Francisco, tendo como co-sagrantes os Cardeais Agostino Vallini e Beniamino Stella, prefeito da Congregação para o Clero. Em 29 de abril de 2016, ele foi nomeado reitor da igreja de San Sebastiano al Palatino, em Roma.
Em 26 de maio de 2017, o Papa Francisco, aceitando a renúncia por limite de idade do cardeal Agostino Vallini, nomeou-o vigário-geral para a diocese de Roma, mesmo tempo elevando-o à dignidade de arcebispo-titular. Seu ministério começou oficialmente em 29 de junho, na Solenidade dos Santos Pedro e Paulo, padroeiros de Roma.

## Cardinalato
Em 20 de maio de 2018, o Papa Francisco anunciou que o criaria cardeal no consistório de 29 de junho, quando recebeu o anel cardinalício, o barrete cardinalício e o título de cardeal-presbítero de São Marcos, de onde tomou posse em 7 de outubro.
Em 11 de julho de 2019, o Papa Francisco erigiu o Exarcado Apostólico para os fiéis católicos ucranianos de rito bizantino residentes na Itália, nomeando o Cardeal Donatis como administrador apostólico sede vacante. Com a nomeação de Paulo Dionisio Lachovicz, O.S.B.M. como exarca em 24 de outubro de 2020, cessou sua administração.
Em 30 de março de 2020, o Vaticano News informou que ele foi internado no Hospital Agostino Gemelli de Roma após teste positivo para COVID-19. Ele foi o primeiro cardeal afetado pelo vírus. Ele teve alta do hospital em 10 de abril.
Em 6 de abril de 2024, foi nomeado pelo Papa Francisco como Penitenciário-Mor do Supremo Tribunal da Penitenciária Apostólica

## Ordenações[12]

### Ordenações episcopais
O Cardeal De Donatis foi o principal sagrante dos seguintes bispos:
- Giacomo Morandi (2017)
- Paolo Ricciardi (2018)
- Daniele Libanori, S.J. (2018)
- Gianpiero Palmieri (2018)
- Dario Gervasi (2020)
- Enrico Feroci (2020)
- Benoni Ambăruş (2021)
- Attilio Nostro (2021)
- Riccardo Lamba (2022)
- Daniele Salera (2022)
- Baldassare Reina (2022)
- Davide Carbonaro, O.M.D. (2024)

E foi consagrante de:
- Michele Di Tolve (2023)
- Alfonso Vincenzo Amarante, C.Ss.R. (2023)
- Krzysztof Józef Nykiel (2024)